# Ланиг, Мартин
Ма́ртин Ла́ниг (нем. Martin Lanig; 11 июля 1984, Бад-Мергентхайм) — немецкий футболист, полузащитник.
В июле 2008 года перешёл в «Штутгарт» из клуба «Гройтер Фюрт». За «швабов» забил первый гол 2 октября 2008 года в матче против «Вердера». В самом начале следующего сезона-2009/10 получил серьёзную травму — разрыв крестообразных связок и после восстановления играл только за вторую команду. Оправившись от травмы, перешёл в «Кёльн» летом 2010 года. В новой команде дебютировал 15 августа в игре на кубок Германии с «Мойзельвица», первый гол забил в матче 9-го тура против «Ганновера-96» (1:2).
Перед сезоном-2012/13 был обменян на Маттиаса Лемана и перешёл в «Айнтрахт» (Франкфурт-на-Майне). В основе «Айнтрахта» за 2 года так и не смог закрепиться: в первой половине сезона-2014/15 сыграл всего трижды, один раз в стартовом составе и был заменён, дважды выходил на замену по ходу второго тайма. 23 января 2015 года стал игроком кипрского АПОЭЛ, однако контракт был расторгнут всего через несколько месяцев по обоюдному согласию. Сыграл за киприотов 17 матчей.